# Cheumatopsyche surgens
Cheumatopsyche surgens är en nattsländeart som beskrevs av Li och Tian 1990. Cheumatopsyche surgens ingår i släktet Cheumatopsyche och familjen ryssjenattsländor. Inga underarter finns listade i Catalogue of Life.